# Lepidoscia trileuca
Lepidoscia trileuca är en fjärilsart som beskrevs av Oswald Beltram Lower 1903. Lepidoscia trileuca ingår i släktet Lepidoscia och familjen säckspinnare. Inga underarter finns listade i Catalogue of Life.